# Sidney Smith
O almirante Sir William Sidney Smith, GCB, GCTE, KmstkSO, FRS, (21 de junho de 1764 – 26 de maio de 1840) foi um oficial da marinha Britânico. Foi promovido ao posto de almirante após servir nas guerras revolucionárias Estadunidense e Francesa. Napoleão Bonaparte, ao refletir sobre sua própria vida, disse a respeito do Almirante Smith: "Aquele homem me tirou o meu destino".

## Formação e Carreira
Sidney Smith, como sempre se apresentou, nasceu em uma família militar e naval, com vínculos à família Pitt. Nasceu em Westminster, o segundo filho do Capitão John Smith, da guarda real, e sua esposa Mary Wilkinson, filha do próspero comerciante Pinckney Wilkinson. Sidney Smith estudou na escola Tonbridge até 1772. Ingressou na Marinha Real Britânica em 1777 e lutou na Guerra Revolucionária dos Estados Unidos, onde engajou, em 1778, a fragata Estadunidense Raleigh.
Por sua bravura sob o comando do Barão de Rodney em uma batalha perto do Cabo São Vicente, em janeiro de 1780, Sidney Smith foi, no dia 25 de setembro, nomeado tenente do navio de 74 canhões de terceiro grau HMS Alcide apesar de não ter a idade requerida, de dezenove anos.
Distinguiu-se sob o comando do Almirante Thomas Graves na Batalha de Chesapeake, em 1781, e do Almirante George Rodney na Batalha de Saintes e, consequentemente, foi promovido ao receber seu primeiro comando, do saveiro Fury. Logo foi promovido a capitão de uma fragata maior, mas após a paz de Versalhes de 1783, ele foi relocado em terra, recebendo metade de seu salário anterior.
Durante a paz, Smith decidiu viajar para a França e se envolveu com a inteligência da marinha, observando a construção do novo porto naval em Cherbourg. Ele também viajou para a Espanha e Marrocos , que também eram potenciais inimigos.

## Serviço na Marinha Real Sueca
Em 1790, Smith pediu permissão para servir na Marinha Real Sueca, na guerra entre a Suécia e a Rússia. O Rei Gustav III o nomeou para o comando do esquadrão leve e para ser o seu principal orientador naval. Smith conduziu suas forças ao expulsar da Baía de Viborg a frota russa, evento conhecido como a Batalha de Svensksund (finlandês: Ruotsinsalmi, russo: Rochensalm). Os Russos perderam sessenta e quatro navios e mais de mil de homens. Os Suecos perderam quatro navios e tiveram poucas baixas. Por isso, Smith foi condecorado pelo rei, agraciado como Comandante da Grã-Cruz da Svärdsorden (Ordem da Espada) Sueca. Smith usou este título, com a permissão do Rei George III, mas era ridicularizado por seus colegas, oficiais Britânicos, como "o cavaleiro sueco".
Havia um grande número de oficiais Britânicos recebendo metade do salário como Smith, que se alistaram e lutaram junto à frota russa, e seis foram mortos na ação. Como resultado, Smith ganhou a inimizade de muitos oficiais da marinha inglesa pelo seu serviço aos Suecos.

## Serviço Guerras Revolucionárias Francesas
Em 1792, o irmão mais novo de Smith, John Spencer Smith, foi nomeado à embaixada Britânica à corte Otomana, em Constantinopla. Sidney Smith obteve permissão para viajar para a Turquia. Enquanto estava lá, estourou a guerra contra a França Revolucionária, em janeiro de 1793. Smith recrutou alguns marinheiros Britânicos e partiu para se juntar a frota Britânica sob o comando do Almirante Lord Hood, que havia ocupado o principal porto mediterrâneo da Marinha francesa, Toulon, a convite das forças Francesas Monarquistas.
Quando Smith chegou, em dezembro de 1793, as forças Revolucionárias, incluindo um coronel de artilharia, Napoleão Bonaparte, tinham cercado o porto e estavam atacando-o. Os Britânicos e seus aliados tinham soldados insuficientes para montar uma defesa eficaz, e o porto foi consequentemente evacuado. Smith, servindo como voluntário, sem comando, foi dado a tarefa de queimar o máximo possível de navios e lojas francesas, antes que o porto pudesse ser capturado. Apesar de seus esforços, a falta de apoio das forças espanholas enviadas para ajudá-lo deixou mais da metade dos navios franceses a serem capturados sem danos. Apesar de Smith ter destruído mais navios franceses que qualquer ação de uma frota até então, Nelson e Collingwood, entre outros, culparam-no pela falha de não destruir toda a frota francesa.
Em seu retorno a Londres, Smith foi dado o comando do HMS Diamond em 1795 e juntou-se a Esquadra de Fragatas do Oeste sob o comando de Sir John Borlase Warren. Este esquadrão foi formado por alguns dos mais hábeis e audaciosos capitães, incluindo Sir Edward Pellew. Smith ajustou-se ao padrão e, em uma ocasião, levou seu navio quase até o porto de Brest para observar a frota francesa.
Em julho de 1795, o Capitão Smith, comandante da Esquadra de Fragatas do Oeste HMS Diamond, ocuparam as Ilhas de Saint-Marcouf na costa da Normandia. Ele sacrificou dois de seus navios armados, o HMS Badger e o HMS Sandfly, para o fornecimento de materiais e mão-de-obra para fortificar as ilhas, e para o estabelecimento de uma base temporária naval. Mais defesas foram construídas pela Royal Engineers, e destacamentos dos Royal Marines e da Artilharia Real foram estabelecidas. As ilhas serviram como uma base para o bloqueio de Le Havre, um ponto de lançamento de interceptações de navegações de cabotagem, e como ponto de trânsito para os emigrantes Franceses, e foram de posse da Marinha Inglesa por quase sete anos.
Smith especializou-se em operações em terra, e, no dia 19 de abril de 1796, ele e seu secretário de estado John Wesley Wright foram capturados ao tentar interceptar um navio francês de Le Havre. Smith tinha levado os botes do navio ao porto, mas o vento diminuiu enquanto eles tentavam escapar, e os franceses foram capazes de recapturar a embarcação com Smith e Wright a bordo. Em vez de serem trocados, como era o costume, Smith e Wright foram levados para a prisão de Temple, em Paris, onde Smith foi acusado de incêndio criminoso pela sua queima da frota em Toulon. Como Smith recebia metade de seu salário na época, os franceses consideraram que ele não era um combatente oficial. Enquanto preso em Temple, ele encomendou um desenho de si mesmo e de seu secretário de estado John Wesley Wright, do artista francês Philippe Auguste Hennequin, que hoje pode ser encontrado no Museu Britânico.
Ele ficou preso em Paris por dois anos, apesar de uma série de esforços para trocá-lo por detentos inimigos, e de contatos freqüentes com monarquistas Franceses e agentes Britânicos. Notadamente, o Capitão Jacques Bergeret, capturado em abril de 1796 com a fragata Virginie, foi enviado da Inglaterra para Paris para negociar sua própria troca; quando o Diretório Francês recusou, ele retornou a Londres. As autoridades francesas ameaçaram várias vezes julgar Smith por incêndio criminoso, mas nunca cumpriu as ameaças. Eventualmente, em 1798, os monarquistas, que fingiram estar levando-o para outra prisão, ajudaram Smith e Wright a escapar. Os monarquistas trouxeram os dois Ingleses para Le Havre, onde embarcaram em um barco de pesca aberto e foram resgatados no dia 5 de Maio pelo HMS Argo em patrulha no Canal inglês, chegando em Londres no dia 8 de Maio de 1798. Bergeret, em seguida, foi liberado, uma vez que o governo Britânico considerou a troca de prisioneiro como concluída.

## Serviço no Mediterrâneo

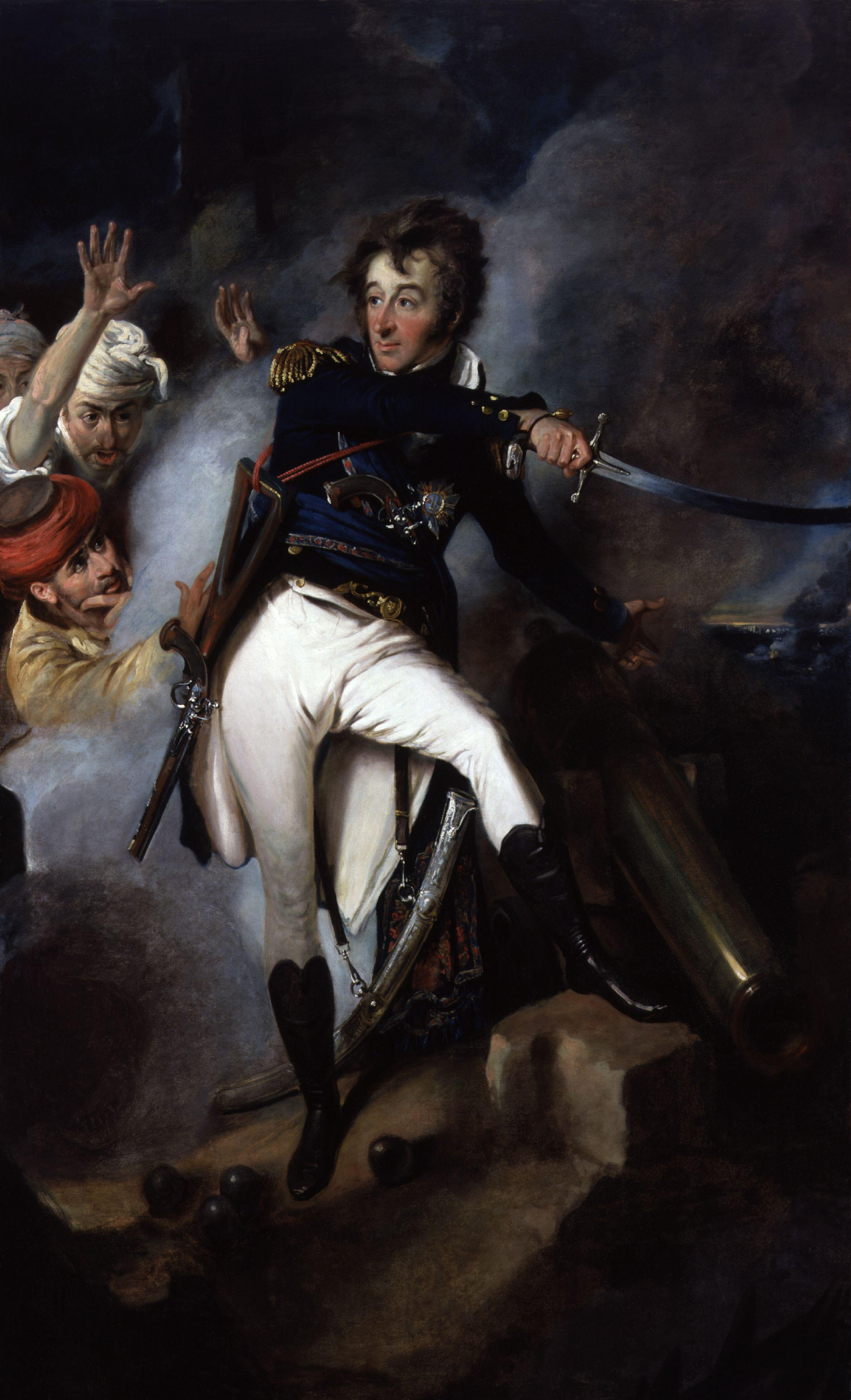
Contra-almirante Smith, em Acre. Em sua mama esquerda pode-se ver a estrela da Ordem da Espada.

Logo após a esmagadora vitória de Nelson na Batalha do Nilo, Smith foi enviado ao Mediterrâneo como capitão do HMS Tigre, um navio de linha de 80 armas que tinha sido trazido para a Marinha Real Britânica. Não foi uma nomeação puramente naval, embora ele tivesse sido ordenado a colocar-se sob o comando do Lord St. Vicent, o comandante-em-chefe do Mediterrâneo. St Vincent deu-lhe ordens como Comodoro, com permissão para tomar navios Britânicos sob o seu comando, conforme exigido no Levante. Ele também realizou uma missão militar e diplomática para Istambul, onde seu irmão era agora um Ministro Plenipotenciário da Sublime Porta. A tarefa da missão era fortalecer a oposição Turca a Napoleão e para ajudar os Turcos a destruir o exército francês, preso no Egito. Esta dupla nomeação causou Nelson, que era o oficial sênior em São Vicente, no Mediterrâneo, a ressentir a aparente autoridade de Smith no Levante. A antipatia de Nelson afetou negativamente a reputação de Smith nos círculos navais.

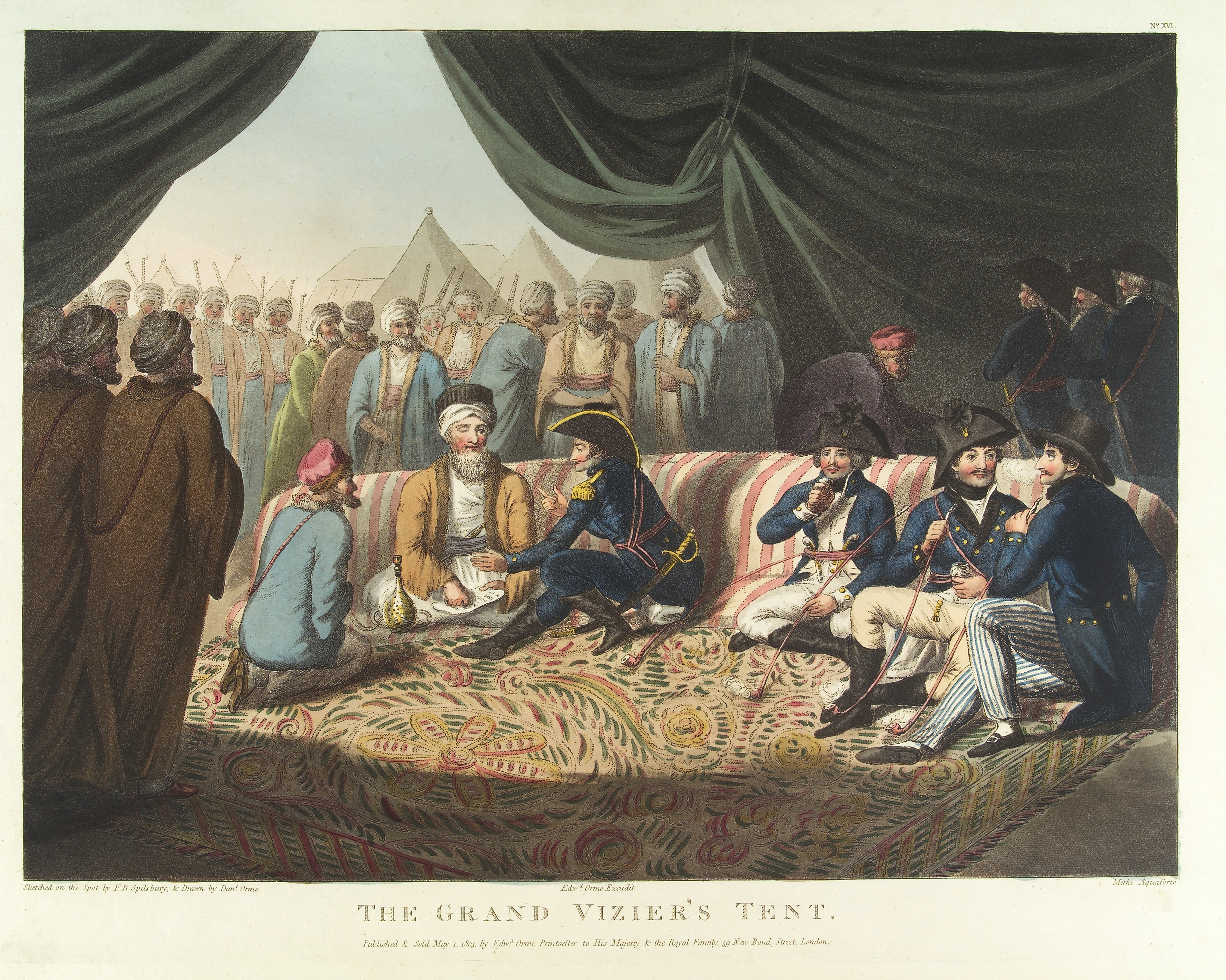
Sir Sidney Smith, a tenda do Grão-Vizir, 1799

Napoleão, tendo derrotado as forças Otomanas forças no Egito, marchou para o norte ao longo da costa do Mediterrâneo com 13 000 tropas através do Sinai, entrando, em seguida, na província Otomana da Síria. Ele assumiu o controle da maior parte do sul da província, hoje Israel e da Palestina, e de uma cidade no atual Líbano, Tiro. No caminho para o norte ele capturou a faixa de Gaza e Jaffa com muita brutalidade direcionada a população civil, o que não era incomum no contexto da época, e massacrou os soldados capturados turcos que ele foi incapaz de levar com ele ou enviar de volta para o Egito. O exército de napoleão, em seguida, marchou para Acre (hoje em Israel).
Smith viajou a Acre e ajudou o comandante turco Jezzar Pasha a reforçar as defesas e antigas muralhas, e lhe forneceu canhões adicionais tripulados por marinheiros e Fuzileiros navais de seus navios. Ele também usou o seu comando do mar para capturar a artilharia Francesa que estava sendo enviada por navio ao Egito e para impedir o exército francês de usar a estrada costeira de Jaffa, bombardeando as tropas do mar.
Uma vez que o bombardeio iniciou-se, em março de 1799, Smith ancorou o HSM Tigre e Theseus para que pudessem ajudar na defesa. Ataques Franceses foram repetidamente repelidos, e diversas tentativas de bombardeio das muralhas foram impedidas. Já no começo de Maio, uma artilharia Francesa substituta invadiu por terra e forçou uma ruptura nas defesas. Porém, o ataque foi contido até que novos reforços de Rodes tivessem tempo de chegar. No dia 9 de Maio, após mais um intenso bombardeio, houve o ataque final Francês. Este também foi bem-defendido e Napoleão começou a planejar a retirada de seu exercito do Egito. Porém, ele foi obrigado a abandonar seu exército no Egito e velejar de volta a França para não ser detectado pelos Britânicos que patrulhavam o Mediterrâneo.
Smith tentou negociar a rendição e repatriação das forças Francesas remanescentes sob o comando do General Kléber, e assinou a convenção de El-Arish. Porém, por causa da interpretação de Nelson de que as forças Francesas no Egito deveriam ser massacradas ao invés de serem permitidas a retornar à França, e o tratado foi ab-rogado pelo Lord Keith, quem sucedeu St Vincent como comandante-em-chefe.
Os Britânicos decidiram atacar usando um exército terrestre sob o comando de Sir Ralph Abercromby na baía de Abukir. Smith e o Tigre foram envolvidos no treinamento e transporte das forças de desembarque, e como ponto de contato com os Turcos, mas sua impopularidade resultou na perda de suas credenciais diplomáticas e de seu cargo de Comodoro no Mediterrâneo oriental. A invasão foi bem sucedida e os Franceses derrotados, apesar de Abercromby ter sido ferido e ter morrido logo após a batalha. Subsequentemente, Smith apoiou o exército sob o sucessor de Abercromby, John Hely-Hutchinson, que cercou e atacou a Cairo, e finalmente, tomou o último reduto Francês de Alexandria. As tropas francesas foram eventualmente repatriadas em termos semelhantes aos anteriormente obtidos por Smith na Convenção de El-Arish.

## Serviço em Aguas Britânicas

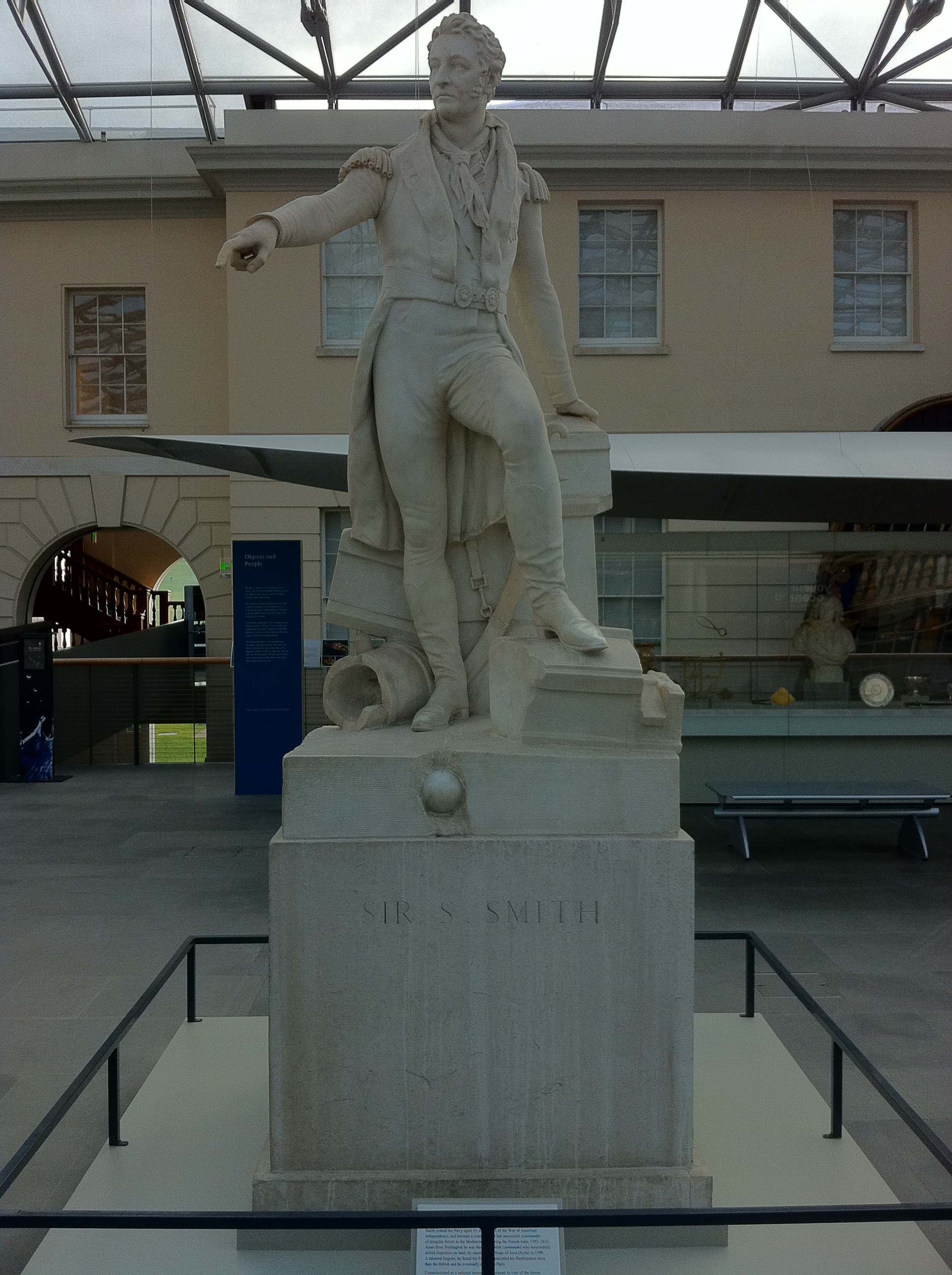
Estátua comissionada como monumento nacional, após votação na Câmara dos Comuns em 1842, hoje no Museu Marítimo Nacional

Em seu retorno à Inglaterra em 1801, Smith recebeu honras e uma pensão de mil libras por seus serviços, mas mais uma seu sucesso foi ofuscado por Nelson, quem era aclamado como vencedor da Batalha de Copenhaga. Durante a breve Paz de Amiens, Smith foi eleito Membro do Parlamento, representando Rochester, em Kent, nas eleições de 1802. Há provas de que eles mantinha um caso com a Princesa Caroline de Brunswick, a 'esquecida' esposa do Príncipe de Gales. Apesar de ter engravidado nesse período, ela notoriamente mantinha casos amorosos com números outros homens, incluindo George Canning e Thomas Lawrence, e a paternidade do filho é incerta.
Com a retomada da Guerra com a França em 1803, Smith foi utilizado na costa sul do Mar do Norte, entre Ostend e Flushing, como parte das forças preparadas para prevenir a ameaça de invasão de Napoleão.
Smith interessou-se por novos e diferentes métodos de guerra. Em 1804 e 1805, trabalhou com o inventor Estadunidense Robert Fulton, em seus planos para desenvolver torpedos e minas para destruir frota de invasão Francesa, reunidos nas costas francesa e belga. Porém, uma tentativa de usar as novas armas em conjunto com os foguetes de Congreve durante um ataque em Boulogne foi frustrado pelo mau-tempo e por navios de guerra Franceses que chegavam para defender os ataques. Apesar desde revés, sugestões foram feitas para que os foguetes, minas e torpedos pudessem ser usados contra as forças combinadas Francesas e Espanholas em Cádiz. Isso acabou não sendo necessário uma vez que a frota combinada foi derrotada na Batalha de Trafalgar em Outubro de 1805.

## Retomada do Serviço no Mediterrâneo
Em novembro de 1805, Smith foi promovido a contra-Almirante, e foi novamente enviado ao Mediterrâneo, sob o comando de Collingwood, que havia se tornado o comandante-em-chefe, logo após a morte de Nelson. Collingwood o enviou para ajudar o Rei d. Fernando I das Duas Sicílias para recuperar o seu capital em Nápoles do irmão de Napoleão, o Rei d. José, a quem tinha sido dado o Reino de Nápoles.
Smith planejou uma campanha usando as tropas irregulares Calabresas, com uma força de 5 000 oficiais Britânicos e mais homens para marchar em direção norte até Nápoles. No dia 4 de julho de 1806, derrotaram uma força Francesa maior na Batalha de Maida. Mais uma vez, Smith, com sua incapacidade de evitar ofensas a seus superiores, foi substituído como Comandante das Forças Terrestres apesar de seu sucesso. Ele foi substituído por Sir John Moore, um dos soldados mais hábeis da Grã-Bretanha. Moore abandonou o plano de Smith e fez da ilha de Sicília um forte Britânico no Mediterrâneo.
Smith foi enviado para juntar-se ao Almirante Sir John Thomas Duckworth em sua expedição a Constantinopla, em fevereiro de 1807. A expedição tinha o objetivo de evitar que os franceses fizessem uma aliança com os Turcos para permitir a livre passagem de seu exército para o Egito. Apesar da grande experiência de Smith em águas turcas, seu conhecimento da corte turca, e da sua popularidade com os Turcos, ele foi mantido em um cargo subordinado. Mesmo quando Duckworth eventualmente pediu o seu conselho, ele não foi seguido. Duckworth, ao invés de permitir que Smith negociasse com os Turcos, que o embaixador francês teria posteriormente dito que seria o fim da missão francesa, bateu em retirada pelos Dardanelos sob pesado fogo turco. Apesar da derrota, a retirada sob fogo foi recontada como um heróica façanha. No verão de 1807, Duckworth e Smith foram convocados de volta à Inglaterra.

## Portugal e Brasil
Em Outubro de 1807, a Espanha e a França assinaram um tratado para dividir Portugal entre eles. Em Novembro de 1807, Smith foi nomeado para comandar uma expedição a Lisboa, seja para ajudar os Portugueses a resistir o ataque, seja para destruir a frota Brasileira e bloquear o porto de Lisboa, se necessário. Smith organizou um deslocamento da frota ao Rio de Janeiro, à época colônia Portuguesa. Ele planejava um ataque às colônias Espanholas da América do Sul em conjunto com os Portugueses, contrariando suas ordens, mas foi chamado de volta à Grã-Bretanha em 1809, antes de conseguir realizar qualquer um de seus planos. Foi aclamado popularmente por suas ações e recebido como herói, mas não recebeu honras oficiais. Foi promovido a Vice-Almirante no dia 31 de julho de 1810. Naquela época, na Marinha Real Britânica, as promoções eram automáticas e baseados em antiguidade, não uma recompensa pelo serviço. Posteriormente, no mesmo ano, casou-se com Caroline Rumbold, viúva de um diplomata, Sir George Rumbold, com quem Smith havia trabalhado.
Após fazer a escolta da Família Real Portuguesa ao Brasil, o Almirante Smith foi agraciado pelo Príncipe Regente d. João VI a Grã-Cruz da recém restaurada Ordem Militar da Torre e da Espada.

## Volta ao Mediterrâneo
Em julho de 1812, Smith novamente partiu para o Mediterrâneo, a bordo de seu novo navio, o Tremendous de 74 canhões. Ele foi nomeado o segundo no comando ao Vice-Almirante Sir Edward Pellew. Sua tarefa era de bloquear Toulon, e ele transferiu a sua bandeira para o navio maior Hibernia, de primeira classe e com 110 canhões. O Bloqueio era uma tarefa tediosa, já que os franceses não mostravam qualquer inclinação para sair do porto e enfrentar os Britânicos. No início de 1814, os Aliados entraram em Paris e Napoleão abdicou. Ele foi exilado na ilha de Elba. Com a chegada da paz e a derrota de Napoleão, Smith começou a longa jornada de volta para a Inglaterra.

## Paz e Waterloo
Em Março de 1815, Napoleão fugiu de Elba, e ao reunir suas tropas veteranas, marchou à Paris, onde ele foi restaurado como Imperador dos franceses. Smith, viajando de volta para a Inglaterra, tinha chegado a Bruxelas apenas em junho. Ao ouvir tiros de uma grande batalha, ele cavalgou de Bruxelas e foi ao encontro do Duque de Wellington. Smith o encontrou no final do dia, quando ele tinha acabado de vencer a Batalha de Waterloo. Smith começou a organizar a coleta e o tratamento de muitos soldados feridos de ambos os lados. Ele foi, então, convidado para assumir a rendição das guarnições Francesas em Arras e Amiens e para garantir que os exércitos Aliados entrassem em Paris sem resistência, e que seria seguro para o Rei Luís XVIII voltar à sua capital. Por esses e outros serviços, ele finalmente foi premiado com uma condecoração de Cavaleiro Britânico, o KCB, de modo que ele não era mais apenas "o Cavaleiro sueco".
Smith, em seguida, envolveu-se na luta contra a escravidão. O Piratas da Barbária tinham operavam, durante séculos, de vários portos Norte-Africanos. Eles haviam escravizado marinheiros capturados e até realizaram incursões para sequestrar inocentes nas costas Européias, inclusive na Irlanda e Inglaterra. Smith participou do Congresso de Viena para negociar o financiamento para as ações militares voltadas à repreensão do comércio negreiro no atlântico. 

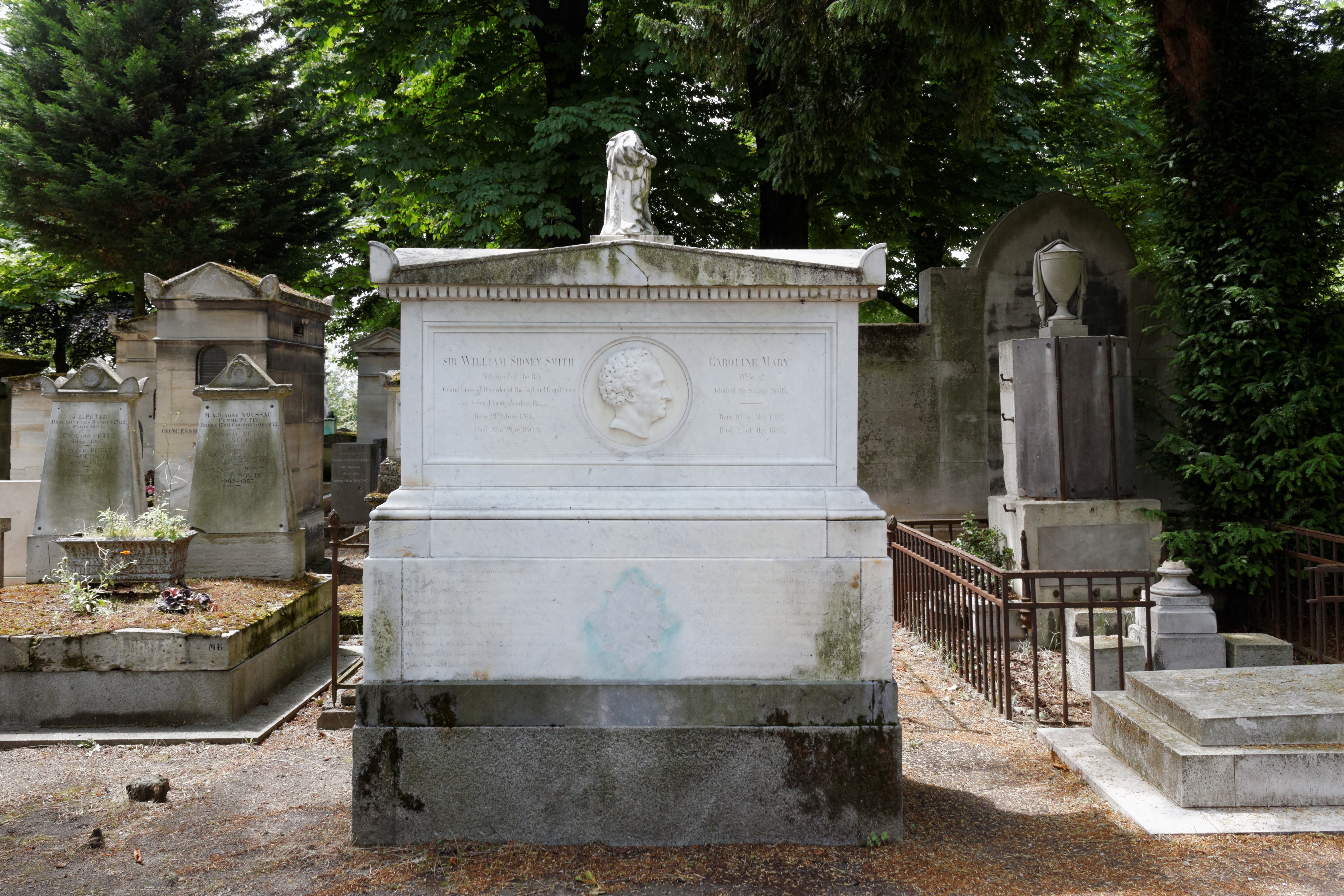
Túmulo de Sir Sidney Smith e sua esposa Caroline no cemitério Père Lachaise, em Paris

Smith conseguiu contrair dívidas expressivas através de suas despesas diplomáticas, que o governo Britânico levou tempo para reembolsar. Ele também levou um estilo de vida extravagante, apesar de seu alto investimento em seus esforços contra a escravidão. Naquela época, os devedores na Grã-Bretanha eram presos até que suas dívidas fossem pagas, portanto, Smith mudou-se com sua família para a França, estabelecendo-se em Paris. Eventualmente, o governo reembolsou suas despesas e aumentou sua pensão, permitindo-lhe viver em grande estilo. Apesar das frequentes tentativas para obter um posto ao mar, ele nunca mais voltou a receber um comando de navio. Ele morreu no dia 26 de Maio de 1840, após um acidente vascular cerebral. Está enterrado com sua esposa no Cemitério Père-Lachaise.
No dia 7 de abril de 1801, Sidney, Nova York (Condado de Delaware) foi nomeado em honra a Sir Sidney Smith. Em junho de 1811, foi eleito Membro da Royal Society. Em 1838, ele foi promovido a GCB.